# Ушаков, Святослав Игоревич
Святосла́в И́горевич Ушако́в (род. 4 декабря 1967, Москва) — российский режиссёр, аниматор, сценарист. Принимал участие в известных анимационных проектах России и зарубежья. Автор большого количества анимационных роликов. Фильмы, созданные Святославом Ушаковым, получили около 30 престижных наград и призов на различных всероссийских и международных кинофестивалях мультипликационных фильмов.

## Биография
Родился 4 декабря 1967 года в Москве. В 17 лет начал стал работать карикатуристом в газете «Советский цирк». В 1990 году окончил Всероссийский государственный университет кинематографии имени С. А. Герасимова (ВГИК) по специальности «художник-аниматор». С 1987 года по 1996 работал сториборд-директором (режиссёром по контролю раскадровки) и художником-аниматором на мультипликационной студии «Пилот».
В 1997 году окончил Высшие курсы сценаристов и режиссёров при ВГИКе по специальности «художник-аниматор». Сотрудничал со многими московскими журналами, студиями и агентствами. Среди них: «Классика», «Рубикон», «Гепард», «Ракурс», «Баркстел», «Новый очевидец», «AD». Также с Германским Представительством Международного Красного Креста, EGI Corporation, Intel English EX, (Калифорния). В том же году основал собственную анимационную студию «Нильс».
С 1998 года по 2001 год его пригласили работать в Голливуд в анимационную студию «KINOFILM» (Калифорния). Занимал должности режиссёра, сценариста, сториборд-директора, художника-аниматора С 2001 года по 2002 год на студии «Klasky Csupo» (Калифорния) — сториборд-директор, художник-аниматор. С 2005 года по настоящее время работает на студии «ЦНФ-Анима» (Москва) режиссёром-постановщиком. Выставляется в онлайн-галерее «TOMAT KAKAO» как живописец, график и коллажист.

## Фильмография
- 2021 — Джинджи (режиссёр)
- 2020 — Медведь (режиссёр, сценарист)
- 2018 — Баба Яга. Начало (сценарист)
- 2017 — Четверо в кубе (режиссёр)
- 2015 — 10 друзей кролика (режиссёр)
- 2012 — Паровозик Тишка (режиссёр, художественный руководитель)
- 2011 — Куми-Куми (художник по раскадровке)
- 2010 — Белка и Стрелка. Звёздные собаки (режиссёр-постановщик)
- 2007 — Два итальянца (автор сценария, режиссёр)
- 2005 — Ворон-обманщик (цикл «Гора самоцветов») (художник)
- 2002 — Циклоп («CYCLOPS») (автор сценария, режиссёр, художник-постановщик)
- 2002 — Апельсин («Orange») (автор сценария, режиссёр, художник-постановщик, аниматор)
- 1998 — Короткие ноги (автор сценария, режиссёр)
- 1997 — Песни о безответной любви к родине (актёр)
- 1997 — Раньше я жил у моря (автор сценария, режиссёр, художник-постановщик)
- 1992 — Мамонт (режиссёр)
- 1991 — Охотник (аниматор)
- 1990 — Пумс (аниматор)

Святослав Ушаков известен как создатель клипа для группы «Ногу свело!» на песню «Хару Мамбуру»
Принимал участие в создании клипа на песню «Человек и кошка» группы «Ноль»: сыграл в «нерисованной» его части и нарисовал кошку.